# Gondalpara
Gondalpara er en indisk by, sydøst for Chandernagore, Vestbengalen. Det var tidligere en dansk besiddelse, som også var kendt som Danmarksnagore. Fra 1698 til 1714 var det en del af Dansk Indien, og styret fra Trankebar.